# Banda Negra

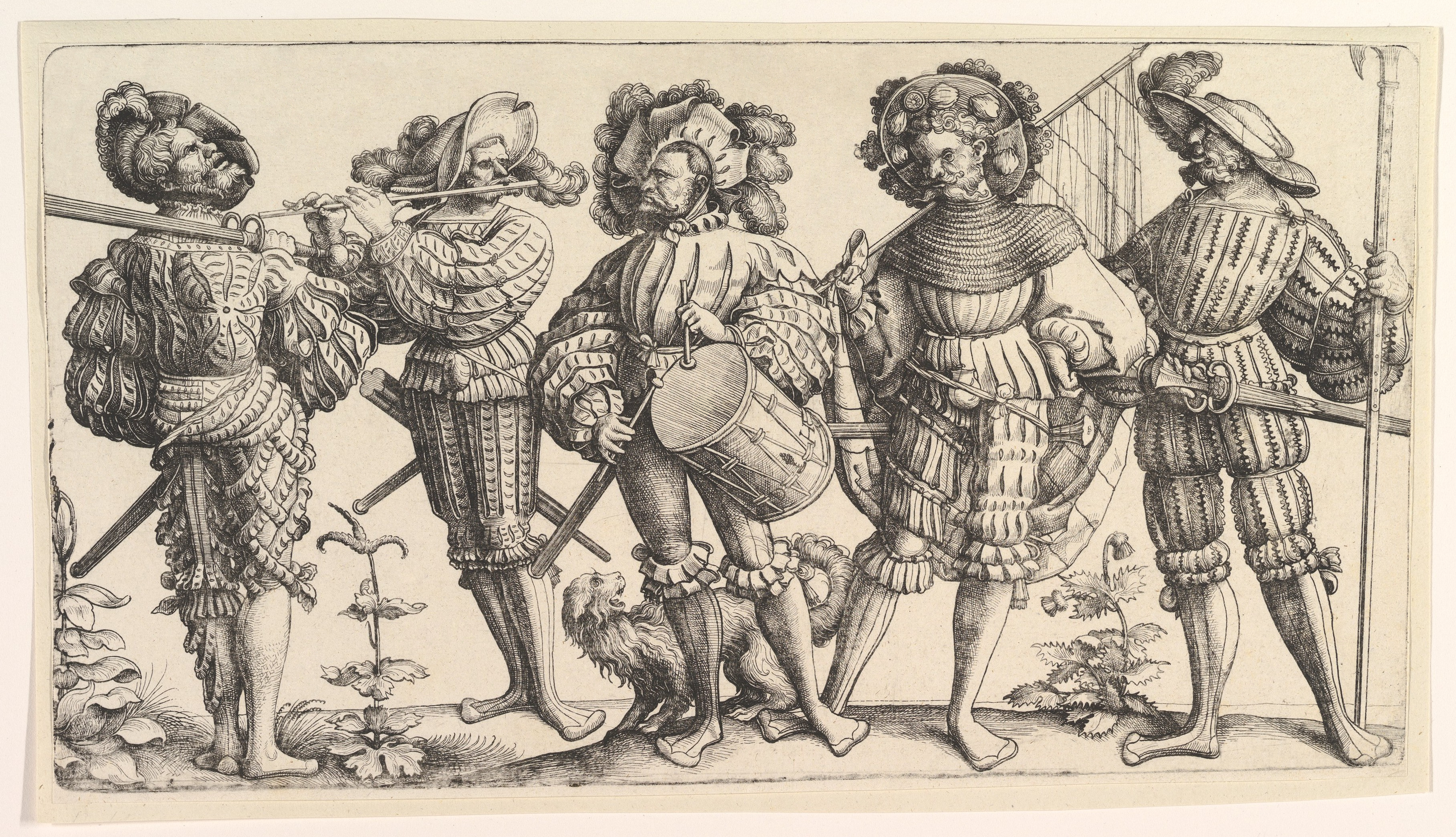
Ilustración de la Banda Negra

La Banda Negra fue un regimiento de mercenarios del siglo XVI, la mayoría piqueros, que probablemente actuaron como Lansquenetes. Sirvieron para el ejército francés durante diez años, interviniendo en importantes enfrentamientos como la Batalla de Marignano o la Batalla de Pavía.

## Origen
El origen de la Banda Negra no está claro. A menudo se los describe como "lansquenetes renegados" que se negaron a regresar al Sacro Imperio Romano Germánico cuando Maximiliano I de Habsburgo los reclamó, lo que sugiere que su procedencia pudiera ser germana. Sin embargo, a veces también son descritos como "holandeses" que se reclutaron en Güeldres, que en ese momento estaba gobernada por Carlos de Egmond, cuyos intereses distaban mucho de los del Imperio.
Lo que sí se sabe bien es que la Banda Negra fue contratada por el rey Francisco I de Francia en 1515 para sustituir a los piqueros mercenarios suizos, que tradicionalmente formaban el centro de la infantería del ejército francés, pero que en ese momento se habían aliado con los enemigos de Francia.

## Organización y liderazgo
Inicialmente la Banda Negra estaba formada por 17.000 hombres: 12.000 piqueros, 2.000 arcabuceros, 2.000 hombres con mandobles, y 1.000 alarbaderos. Su capitán era Jorge Langenmantel, aunque estaba supeditado a las órdenes de un oficial francés, por ejemplo en Pavía fueron liderados por Francois de Lorena. En ese momento fueron descritos por Delbrück como una fuerza de 5.000 hombres, aunque Konstam los describe como solo 4.000.

## Campañas
En 1515, la Banda Negra viajó hasta Italia a tiempo de poder combatir junto al rey Francisco I en la Batalla de Marignano, donde, defendiendo las trincheras y apoyando a la artillería, fueron gradualmente retrocediendo ante los ataques suizos, siendo salvados gracias a la carga que efectuó la caballería pesada francesa por el flanco de la columna suiza.
Diez años después vuelven a aparecer en el centro de la infantería francesa en la Batalla de Pavía, donde eran claramente superados por los 12.000 lansquenetes imperiales a los que se enfrentaban, dirigidos por el comandante lansquenete Jorge de Frundsberg. Superados y atacados por ambos flancos (como si de una pinza se tratara) fueron hechos pedazos, y la unidad dejó de existir.
Aún volvieron a reunirse, y combatieron al ejército imperial en Nápoles bajo los órdenes de Odet de Foix, vizconde de Lautrec, pero fueron nuevamente diezmados en agosto de 1528 y los poco más de dos mil supervivientes buscaron entrar al servicio de los lansquenetes imperiales.